# كارين اولسون
كارين اولسون (بالسويدية: Karin Olsson)‏ هي راكبة الكنو سويدية، ولدت في 23 نوفمبر 1961 في سوندسفال في السويد.

## وصلات خارجية
- كارين اولسون على موقع أوليمبيديا (الإنجليزية)
- كارين اولسون على موقع اللجنة الأولمبية السويدية (السويدية)